# Schiff (Familienname)
Schiff ist ein deutscher Familienname.

## Namensträger

### A
- Adam Schiff (* 1960), US-amerikanischer Politiker
- Alfred Schiff (1863–1939), deutscher Archäologe
- András Schiff (* 1953), ungarischer Pianist

### B
- Beate Schiff (1932–1997), deutsche Bildhauerin und Hochschullehrerin an der Kunstakademie Düsseldorf
- Brad Schiff, US-amerikanischer Animator

### D
- David Tevele Schiff († 1791), deutsch-britischer Großrabbiner
- Dorothy Schiff (1903–1989), US-amerikanische Zeitungsverlegerin

### E
- Eduard Schiff (1849–1913), österreichischer Dermatologe
- Erich Schiff (1882–1970), deutscher Jurist und Bühnenautor
- Friedrich Schiff (1908–1968), österreichischer Maler, Zeichner und Karikaturist

### F
- Fritz Schiff (Mediziner) (1889–1940), deutscher Mediziner
- Fritz Schiff (Kunsthistoriker) (1891–1964), deutsch-israelischer Kunsthistoriker

### G
- Gert Schiff (1926–1990), deutscher Kunsthistoriker

### H
- Hans Schiff (Redakteur) (1896–1937), deutscher Redakteur und KPD-Mitglied
- Hans Schiff (1907–1976), deutschamerikanischer Fotograf, siehe John D. Schiff
- Hans Bernhard Schiff (Wolfgang Geyse; 1915–1996), deutscher Autor
- Hans Peter Schiff (* 1943), deutscher Diplomat
- Heinrich Schiff (1951–2016), österreichischer Cellist
- Helga Schiff-Riemann (1924–2004), österreichische Musikerin und Musikkritikerin, siehe Helga Riemann
- Helmut Schiff (1918–1982), österreichischer Komponist und Musikpädagoge
- Hermann Schiff (David Bär Schiff; 1801–1867), deutscher Schriftsteller
- Hugo Schiff (1834–1915), deutscher Chemiker
- Hugo Schiff (Rabbiner) (1892–1986), deutscher Rabbiner und Literaturwissenschaftler

### I
- Irwin Schiff (1928–2015), US-amerikanischer Ökonom, Autor des Libertarismus und Aktivist der Steuerverweigerung

### J
- Jakob Heinrich Schiff (Jacob Henry Schiff; 1847–1920), deutschamerikanischer Bankier und Philanthrop
- John D. Schiff (Hans Schiff; 1907–1976), deutschamerikanischer Fotograf
- Josef Schiff (1848–1912), österreichischer Stenograph
- Julia Schiff (* 1940), deutsche Schriftstellerin und Übersetzerin

### L
- Leonard Schiff (1915–1971), US-amerikanischer theoretischer Physiker

### M
- Mario Schiff (1868–1915), italienischer Romanist und Hispanist deutscher Abstammung
- Maximilian Paul-Schiff (1860–1943?), österreichischer Fabrikant, Chronist und Statistiker
- Michela Schiff Giorgini (1923–1978), italienische Schauspielerin und Ägyptologin
- Moritz Schiff (1823–1896), deutscher Anatom, Physiologe und Biologe

### N
- Nadine Schiff, kanadische Filmproduzentin, Filmautorin, Autorin und Philanthropin
- Naomi Schiff (* 1994), belgische und ruandische Automobilrennfahrerin

### O
- Otto Schiff (1875–1952), britischer politischer Aktivist

### P
- Paul Schiff (Filmproduzent) (* vor 1986), US-amerikanischer Filmproduzent
- Paul Schiff Berman (* 1966), US-amerikanischer Jurist und Hochschullehrer
- Paul Schiff von Suvero (1863–1924), österreichischer Kunstsammler und Maler
- Paula Sedana Schiff-Magnussen (1871–1962), deutsche expressionistische Malerin
- Peter Schiff (Schauspieler) (1923–2014), deutscher Schauspieler und Synchronsprecher
- Peter Schiff (Ökonom) (* 1963), US-amerikanischer Wirtschaftskommentator, Autor und Börsenmakler

### R
- Richard Schiff (* 1955), US-amerikanischer Schauspieler
- Robert Schiff (Chemiker) (1854–1940), deutsch-italienischer Chemiker
- Robert Schiff (Maler, 1869) (1869–1935), österreichischer Maler
- Robert Schiff (Maler, 1934) (* 1934), deutscher Schriftsteller und Maler

### S
- Hans Peter Schiff (* 1943), deutscher Diplomat und Botschafter
- Sol Schiff (1917–2012), US-amerikanischer Tischtennisspieler
- Stacy Schiff (* 1961), US-amerikanische Biografin und Journalistin
- Steven Schiff (1947–1998), US-amerikanischer Politiker

### T
- Trude Schiff-Löwenstein (1907–2003), deutschamerikanische Chirurgin

### V
- Victor Schiff (1895–1953), deutscher Journalist und Autor
- Violet Schiff (1874–1962), englische Mäzenin

### W
- Walter Schiff (1866–1950), österreichischer Statistiker und Soziologe
- Wilhelm Schiff (1837–1891), deutscher Bildhauer

### Z
- Zeʾev Schiff (1933–2007), israelischer Journalist